# Deleni (okręg Buzău)
Deleni – wieś w Rumunii, w okręgu Buzău, w gminie Scorțoasa. W 2011 roku liczyła 114 mieszkańców.